# Monomyces
Monomyces is een geslacht van neteldieren uit de klasse van de Anthozoa (bloemdieren).

## Soorten
- Monomyces pygmaea (Risso, 1826)
- Monomyces rubrum (Quoy & Gaimard, 1833)